# Кац, Бернард
Сэр Бернард Кац (англ. Sir Bernard Katz, 26 марта 1911 — 20 апреля 2003) — британский биофизик и физиолог. Лауреат Нобелевской премии по физиологии и медицине за 1970 год (совместно с Джулиусом Аксельродом и Ульфом фон Эйлером) за «открытия в области изучения медиаторов нервных волокон и механизмов их сохранения, выделения и инактивации».

## Биография
Родился в Лейпциге (Германия), в семье выходцев из Российской империи Макса Каца (уроженец Могилева) и Евгении Рабинович (уроженка Варшавы). Окончил гимназию Альберта в 1929 году, поступил в Лейпцигский университет на медицинский факультет. В 1932 году, на предпоследнем курсе университета, ему была вручена премия Зигфрида Гартена за исследования в области физиологии. В 1933 году окончил университет. После прихода к власти нацистов семья Бернарда Каца принимает решение эмигрировать в Великобританию (1935). Здесь он продолжил разработки в области нейрофизиологии в Лондонском университетском колледже, под руководством известного британского физиолога и биофизика, лауреата Нобелевской премии по физиологии и медицине (1922) Арчибальда Хилла. В 1938 году Бернард Кац получил докторскую степень. Ввиду неизбежности войны Великобритании и нацистской Германии, Бернард Кац, по приглашению австралийского нейрофизиолога, будущего лауреата Нобелевской премии по физиологии и медицине (1963) сэра Джона К. Экклса уезжает в Австралию, где поступает на работу в госпиталь Сиднея. В 1941 году он получил гражданство Британского содружества. В 1942 году Бернард Кац записался в Королевские ВВС Австралии и до конца войны служил офицером радиолокации на Тихом океане. С 1946 года работал в Университетском колледже в Лондоне — сначала в должности зам. директора по биофизическим исследованиям, а затем, в 1950—1951 годах — преподавателем физиологии. В 1952 году Кац получил должность профессора биофизики и был назначен заведующим кафедрой биофизики. С 1952 года — член, а с 1965 года — вице-президент Лондонского королевского общества. В 1969 году он был удостоен дворянского звания.
Основные исследования ученого были в области нейрофизиологии, изучения передачи возбуждения с нервных клеток на мышечные волокна. Бернард Кац доказал, что эта передача осуществляется с помощью молекул ацетилхолина при участии ионов кальция. Из большого числа научных публикаций ученого нужно особо отметить: Electric excitation of nerve (1939), Nerve, muscle and synapse (1966), The release of neural transmitter substances (1969).

## Награды и признание
- 1967 — Медаль Копли Королевского научного общества
- 1970 — Рыцарь-бакалавр
- 1970 — Нобелевская премия по физиологии и медицине совместно с Джулиусом Аксельродом и Ульфом фон Эйлером, «за открытия в области изучения медиаторов нервных волокон и механизмов их сохранения, выделения и инактивации»
- 1982 — Pour le Mérite
- 1989 — Медаль Котениуса
- 1990 — Премия Ральфа Джерарда[нем.]
- Медаль Бейли Королевского общества врачей

Бернард Кац — член Итальянской национальной академии наук, Американской академии наук и искусств, Датской королевской академии наук и искусств, Национальной академии наук США. Лауреат почетных званий профессора Кембриджского университета и Института Вейцмана в Израиле.